# Мамедова Шевкет Гасан-кизи
Шевкет Гасан-кизи Мамедова (азерб. Şövkət Həsən qızı Məmmədova; 18 квітня 1897 — 8 червня 1981)  — азербайджанська радянська оперна співачка, народна артистка СРСР.
Народилася у Тіфлісі. З 1915 року вчилася у Київській консерваторії (клас Олександри Шперлінг, де, зокрема, познайомила з азербайджанською музикою Р. Глієра. З 1921 гастролювала в СРСР і за кордоном, у 1927—1930 роках стажувалася в Мілані. Після повернення співала в Азербайджанській опері, а також викладала в Азербайджанській консерваторії серед її учнів — народна артистка СРСР Фідан Касимова. З 1984 року ім'я Мамедової носить оперна студії при Бакінській консерваторії.